# Pasquale Miglioretti

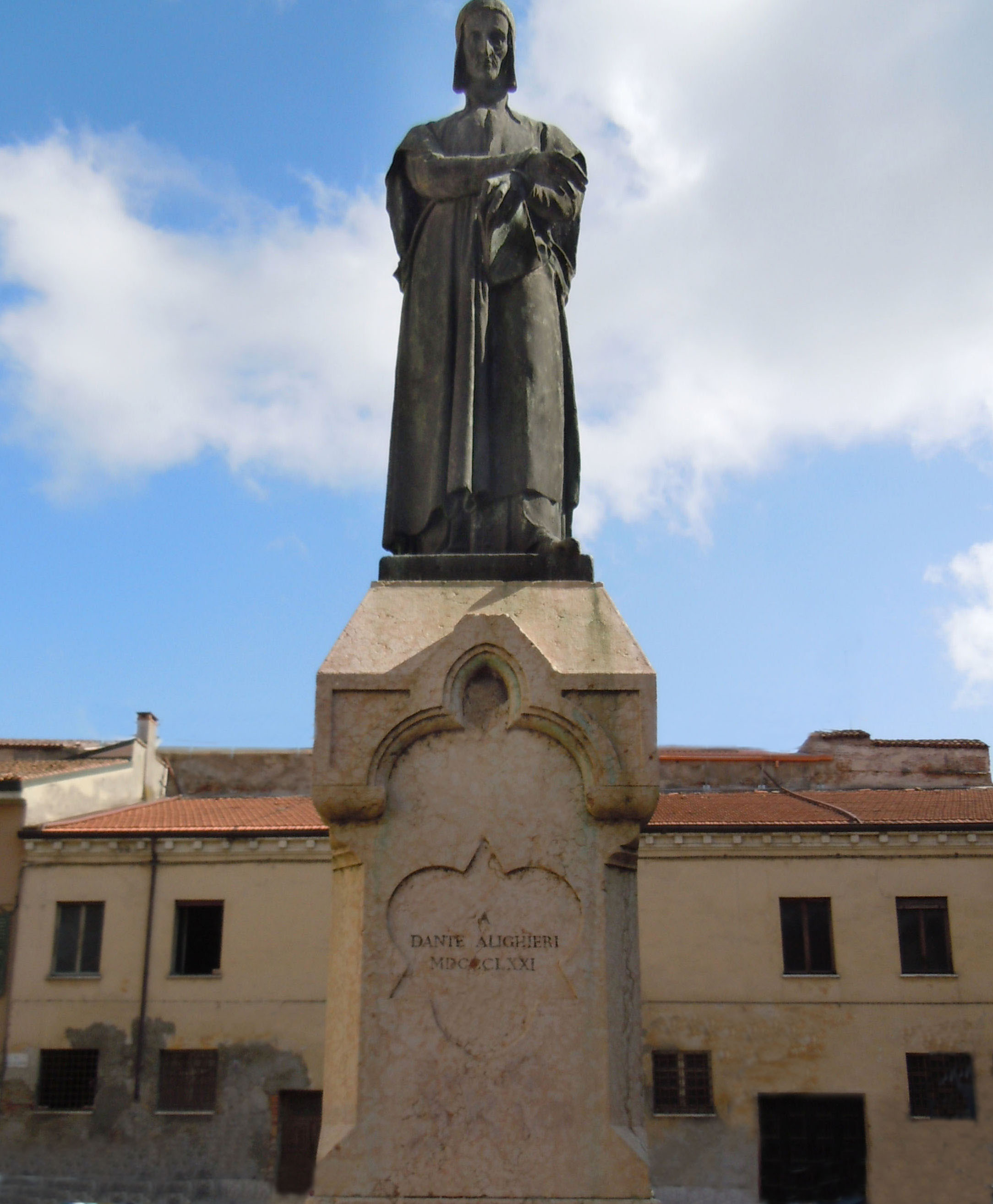
Mantoue, monument à Dante Alighieri.

Pasquale Miglioretti, né le 26 février 1822 à Ostiglia et mort le 17 février 1881 à Milan, est un sculpteur italien.

## Biographie
Pasquale Miglioretti naît le 26 février 1822 à Ostiglia.
Fils de Pietro et de Domenica Dalseno, il étudie à l'Académie des Beaux-Arts de Brera avec les sculpteurs Pompeo Marchesi et Innocente Fraccaroli.
Il réside longtemps à Milan, devenant l'un des principaux représentants du romantisme milanais et exposant un grand nombre de ses œuvres à l'Académie de Brera. 
En 1855, il remporte la médaille d'or à l'Exposition universelle de Paris et est reconfirmé en 1867 avec l'œuvre Charlotte Corday. En 1860, il crée la statue de S. Amedeo dans la cathédrale de Milan.
À partir de 1868, il commence à travailler sur des sculptures et des monuments funéraires, dont le monument dédié à Cornélius Népos, l'historien romain, à Ostiglia, sa terre natale.
En 1871, il crée le monument dédié à Dante Alighieri à Mantoue. Toujours à Mantoue, il réalise en 1872 le monument aux Martyrs de Belfiore, qui est d'abord placé à Piazza Sordello, démantelé en 1930 sur ordre de la Surintendance, et reconstruit en 2002 dans la petite vallée de Belfiore. Il sculpté le monument dédié à Virgile à Pietole, l'ancienne Andes latine, lieu de naissance du poète, une œuvre inaugurée par Giosuè Carducci en 1884.
Pasquale Miglioretti meurt à Milan le 17 février 1881 et est inhumé dans le cimetière monumental, où sont placées de nombreuses sculptures qu'il avait réalisées. La ville de Milan donne son nom à une rue.